# Корзун, Александр Сергеевич
Александр Сергеевич Корзун (бел. Аляксандр Сяргеевіч Корзун; род. 13 июля 2000, Минск) — белорусский футболист, нападающий.

## Карьера

### Молодёжная карьера
Воспитанник футбольного клуба «Ислочь». Первый тренер футболиста — Александр Викторович Селедевский. В 2017 году стал выступать за дублирующий состав клуба. Вместе с резервной командой дважды становился чемпионом юношеского первенства в Первой Лиге.

### «Слоним-2017»
В феврале 2020 года футболист перешёл в «Слоним-2017». Дебютировал за клуб 18 апреля 2020 года в матче против пинской «Волны». Сразу же закрепился в основной команде, став основным нападающим клуба. Дебютный гол забил 18 июля 2020 года в матче против речицкого «Спутника». Затем за вторую половину сезона отличился еще 5 забитыми голами.

### «Ислочь»
В феврале 2021 года вернулся в «Ислочь», подписав контракт с клубом на 2 года. Выступал за клуб в дублирующем составе. За основную команду дебютировал 30 мая 2021 года в матче против «Слуцка», выйдя на замену на 80 минуте. Больше за клуб в сезоне так и не вышел.

#### Аренда в «Оршу»
В июле 2021 года отправился в аренду в «Оршу». Дебютировал за клуб 25 июля 2021 года в матче против петриковского «Шахтёра». Дебютным голом за клуб отличился 15 августа 2021 года в матче против «Лиды». Провёл за клуб 12 матчей, в которых отличился 2 забитыми голами и 2 результативными передачами. По окончании срока арендного соглашения покинул клуб. В начале 2022 года футболист был переведён во вторую команду «Ислочи». В ноябре 2022 года продлил контракт с клубом. В феврале 2023 года футболист покинул клуб, расторгнув контракт по соглашению сторон.

### «Молодечно-2018»
В феврале 2023 года футболист присоединился к клубу «Молодечно-2018». Дебютировал за клуб 28 мая 2023 года в матче против «Орши», выйдя на замену на 84 минуте. Дебютный гол за клуб забил 25 июня 2023 года в матче против клуба «Жодино-Южное». В матче 15 июля 2023 года против «Лиды» отличился забитым дублем. На протяжении сезона футболист был одним из основных игроков в клубе, однако также часто выбывал из его распоряжения, отличившись 3 забитыми голами и результативной передачей. В декабре 2023 года футболист покинул клуб.